# Minoa amylaria
Minoa amylaria là một loài bướm đêm trong họ Geometridae.